# Московіада
«Московіа́да» — другий роман українського письменника Юрія Андруховича, написаний у лютому-квітні 1992 року в Фельдафінгу. Має підзаголовок «роман жахів».
Деякі літературознавці й критики виділяють умовну трилогію, яка складається з романів «Рекреації», «Московіада», «Перверзія»: героєм (антигероєм) кожного з них є поет-богема, що опиняється в самому епіцентрі фатальних перетворень «фізики в метафізику» і навпаки. Усі романи — доволі відчутна жанрово-стилістична суміш (сповідь, «чорний реалізм», трилер, ґотика, сатира), час розвитку дії в них вельми обмежений і сконденсований: одна ніч у «Рекреаціях», один день у «Московіаді», п'ять днів і ночей у «Перверзії». Ольга Гнатюк зазначала, що ці твори поєднує постколоніальний дискурс. Сам автор не наполягав на такому розумінні його романів.

## Сюжет
Роман оповідає про один день з життя студента літературного інституту в Москві Отто фон Ф. Хоча в романі не вказано точний період дії, проте за деталями можна встановити, що дія відбувається влітку 1991. Роман насичений гротескними і сюрреалістичними деталями, фантасмагоріями, на основі величезної кількості чуток, що супроводжували розпад імперії (на кшталт триметрових пацюків в московському метро чи підземного міста під Москвою, де засідають і бенкетують владці) і водночас реалістичними деталями того ж періоду (величезні черги і такі ж величезні, стотисячні мітинги). Велика частина роману присвячена мефістофельському образу КДБ.

## Стиль
Твір написаний у стилі постмодерізму. На створення роману повпливали з одного боку — твір росіянина Венедикта Єрофєєва «Москва — Пєтушкі», а з іншого — роман поляка Тадеуша Конвіцького «Малий Апокаліпсис».

## В театрі
2006 року київський Молодий театр створив за романом виставу.

## Переклади
Роман перекладено англійською, німецькою, російською, польською та іншими мовами.